# Knollenhaus
Knollenhaus (früher auch Grünets genannt) ist ein Wohnplatz der Gemeinde Gattendorf im Landkreis Hof (Oberfranken, Bayern). Knollenhaus liegt in der Gemarkung Haidt.

## Geografie
Unmittelbar südlich der Einöde verläuft die Bundesautobahn 93. Dort steht ein Sendemast. Ein Anliegerweg führt die A 93 unterquerend nach Oberhartmannsreuth (0,9 km westlich).

## Geschichte
In der Bayerischen Uraufnahme wurde der Ort als „Grünets“ verzeichnet. Infolge des Ersten Gemeindeedikts wurde Knollenhaus dem 1812 gebildeten Steuerdistrikt Trogen und der zugleich entstandenen Ruralgemeinde Haidt zugewiesen. Im Zuge der Gebietsreform in Bayern wurde Knollenhaus am 1. Mai 1978 nach Gattendorf eingemeindet.

### Einwohnerentwicklung
| Jahr      | 1861  | 1871  | 1885  | 1900  | 1910   |
| Einwohner | 7     | 12    | 4     | 7     | 8      |
| Häuser    |       |       | 1     | 2     |        |
| Quelle    | [ 6 ] | [ 7 ] | [ 8 ] | [ 9 ] | [ 10 ] |

## Religion
Knollenhaus ist evangelisch-lutherisch geprägt und war ursprünglich nach St. Michaelis (Hof) gepfarrt, seit den 1870er Jahren ist die Pfarrei Gattendorf zuständig.